# Soudaine-Lavinadière
 Soudaine-Lavinadière  (en occitano Sodena) es una comuna y población de Francia, en la región de Lemosín, departamento de Corrèze, en el distrito de Tulle y cantón de Treignac.
Su población en el censo de 2008 era de 197 habitantes.
Está integrada en la Communauté de communes de Vézère Monédières .

## Demografía
| 274 | 319 | 271 | 233 | 229 | 193 | 197 |
| Para los censos de 1962 a 1999 la población legal corresponde a la población sin duplicidades (Fuente: INSEE [Consultar]) |     |     |     |     |     |     |